# Mycalesis taxilides
Mycalesis taxilides är en fjärilsart som beskrevs av Hans Fruhstorfer 1911. Mycalesis taxilides ingår i släktet Mycalesis och familjen praktfjärilar. Inga underarter finns listade i Catalogue of Life.